# مسجد بلابان آغا
مسجد بلابان آغا (الاسم الكامل باللغة التركية: Balaban Ağa Mescidi، حيث mescit هي الكلمة التركية لمسجد صغير) كان مسجدًا في اسطنبول بتركيا، تم تحويله من مبنى بيزنطي سابق. حيث أن استخدامه خلال العصر البيزنطي غير واضح. كان الصرح الصغير - الذي تم إنزاله في عام 1930 لفتح طريق جديد -مثالًا بسيطًا على العمارة البيزنطية المبكرة في القسطنطينية.

## الموقع
يقع المبنى في اسطنبول في الفاتح، في حي بالإبان آغا، في منتصف Harikzadeler Sokak اليوم، الطريق الذي أدى فتحه إلى هدم المبنى. يقع الصرح بين جامع لاله لي والطريق الذي يمر من جامع بايزيد الثاني إلى بوابة أديرني.

## التاريخ
لا شيء معروف عن تاريخ هذا المبنى الدائري الصغير، الذي تم بنائه بين القرن الخامس والقرن السادس خلال العصور البيزنطية. وفقا لبعض العلماء كان يمكن أن يكون مكان دفن،بينما يعتقد آخرون أنه كان مكتبة الدير.في القرن الثالث عشر، تم تشييد غرفة دفن مربعة تقريباً، مما جعل استخدام المبنى بمثابة ضريح في العصر الباليولوجي.

## الوصف
كان المبنى يحتوي في الأصل على مخطط دائري يبلغ قطره الخارجي 11.2 م، وربما كان يعلوه قبة.على الجانب الجنوبي كان هناك حنية مستطيلة.كان سداسي الشكل من الداخل، وزين كل جانب بملامح مستطيلة.كشفت الدراسات الاستقصائية التي تم تنفيذها قبل الهدم عن فتحات تشبه النوافذ في الأساس (مصنوعة من الركام) والتي تشير إلى وجود سرداب أيضًا خلال المرحلة المبكرة من المبنى.كان البناء بالطوب فوق سطح الأرض مصنوعًا من الحجر الجاف المطلي بالطوب الطيني.تم تغطية غرفة الدفن في العصر الباليولوجي بقياس 2.9 متر × 3.17 متر بقبة مسطحة.أثناء التحويل إلى مسجد، كان المدخل القديم مغلقاً بالحجارة بسبب تشييد المئذنة، وفتح مدخل جديد على الجانب الشمالي الغربي.في المرحلة الأخيرة من حياته، كان للبوابة سقف خشبي وحافظت على نباتها السداسي الداخلي، مع عطل محفور بعمق على كل جانب، خمسة منها تحمل نافذة وأحد بوابات الدخول.ظهر أربعة جوانب متناوبة خارج المبنى، اثنتان دائريتان تحملان نافذتين لكل واثنين من الخلجان المسقطة على التوالي نافذة واحدة وبوابة المدخل.قام العثمانيون ببناء شرفة أمام المبنى.خلال عملية الهدم في عام 1930 لا يزال من الممكن ملاحظة وجود آثار للرسومات الناجمة عن الفترة الباليولوجية.في تلك المناسبة تم تفكيك بعض العناصر المعمارية، ومنذ ذلك الحين تم الاحتفاظ بها في متحف إسطنبول الأثري.